# Watophilus hulenus
Watophilus hulenus är en mångfotingart som först beskrevs av Chamberlin 1943.  Watophilus hulenus ingår i släktet Watophilus och familjen storjordkrypare. Inga underarter finns listade i Catalogue of Life.